# Salvinia
Salvinia este un gen de plante din familia Salviniaceae.

## Legături externe
- „Salvinia” în Dicționar dendrofloricol la DEX online